# Fuerzas Armadas de la Nueva Revolución
Las Fuerzas Armadas de la Nueva Revolución (FANR), fue una guerrilla que operaba de manera conjunta con el Movimiento de Acción Revolucionaria, creado por un grupo de estudiantes de Empalme, Sonora dirigido por Miguel Duarte López, quien era originario de Altos de Jecopaco, Sonora, militante comunista, y quien finalmente fue detenido en una expropiación a un banco local en 1971. Inclusive antes del ataque Duarte López ya era un militante identificado por las autoridades por realizar propaganda y actividades insurreccionales.

## Historia
Dicha guerrilla urbana estaba compuesta por varias células tanto de Sonora como de Tamaulipas; y la cual fue desmembrada al fracasar una expropiación al Banco de Comercio de Empalme, ocurrido el 15 de abril de 1971, en la que cayeron presos, el propio Miguel Duarte López, Felipe Pacheco Aragón "Federico" quien era originario de Huatabampo, Sonora; y Guadalupe Mata Morales "Lito" quien provenía de Tampico, Tamaulipas. Las autoridades decomisaron un total de $87,000 pesos, armas de fuego y municiones, así como una libreta con nombres de otros militantes. Este incidente fue uno de los ataques guerrilleros más relevantes en el norte del país durante la guerra sucia.
En esa acción también murió Leroy Díaz Sánchez «José», originario de Tamaulipas, y José Luis Vega Beltran, cuando el grupo se enfrentó con la policía en una choza del ejido Lázaro Cárdenas, próximo a La Atravesada, Sonora. Después de esa acción, fueron encarcelados tres profesores de Empalme que eran parte de la base de apoyo del grupo de Duarte López, y fueron los profesores Roberto Arámbula, Ramiro Ávila Godoy y Roberto Ceceña. El grupo de Duarte López tenía vínculos con la guerrilla de Lucio Cabañas, y su enlace era Pablo Cabañas, hermano de Lucio. En sus orígenes estuvo vinculado a la guerrilla de Óscar González Eguiarte, quien fue asesinado en Rosario Tesopaco, Sonora en 1968, junto con otros tres combatientes.
El año de 1973, los tres combatientes fueron liberados luego de que por influencia de Pablo Reichel Bauman, se les incluyera en el grupo de 30 presos políticos que las FRAP exigió como canje por el Cónsul de Estados Unidos en Guadalajara, George Leonhardy Terrace. Algunos miembros del grupo había recibido adiestramiento en armas y formación ideológica de guerrilleros que fueron entrenados en Corea del Norte
Jesús Zambrano Grijalva fue uno de sus integrantes, quién posteriormente rompió con la vía armada para participar en la creación de Corriente Socialista.